# Willem II in het seizoen 1968/69
Het seizoen 1968/1969 was het 15e jaar in het bestaan van de Tilburgse betaaldvoetbalclub Willem II. De club kwam uit in de Eerste divisie en eindigde daarin op de 14e plaats. Tevens deed de club mee aan het toernooi om de KNVB Beker, hierin werd in de eerste ronde verloren van RCH (1–2).

## Wedstrijdstatistieken

### Eerste divisie
|       | Blauw-Wit | FC Den Bosch '67 | SC Cambuur | D.F.C. | Eindhoven | Elinkwijk | Haarlem | Helmond Sport | Heracles | HVC   | RBC   | RCH   | SVV   | Veendam | Vitesse | De Volewijckers | Wageningen |
| ----- | --------- | ---------------- | ---------- | ------ | --------- | --------- | ------- | ------------- | -------- | ----- | ----- | ----- | ----- | ------- | ------- | --------------- | ---------- |
| Thuis | 0 – 4     | 1 – 0            | 2 – 1      | 1 – 0  | 0 – 2     | 0 – 0     | 1 – 3   | 0 – 2         | 0 – 0    | 3 – 2 | 3 – 0 | 4 – 0 | 2 – 1 | 0 – 2   | 2 – 1   | 0 – 1           | 2 – 1      |
| Uit   | 2 – 0     | 0 – 1            | 0 – 0      | 2 – 1  | 3 – 0     | 1 – 0     | 1 – 0   | 0 – 1         | 1 – 0    | 1 – 0 | 2 – 3 | 2 – 1 | 3 – 1 | 1 – 1   | 4 – 1   | 1 – 1           | 0 – 1      |

### KNVB beker
| 1e ronde                                          | RCH                  | 2 – 1 (1 – 1) | Willem II       |
| 15 september 1968 Plaats: Heemstede Sportparklaan | Dick Meijer 40', 48' |               | 26' Rini Mettes |

## Statistieken Willem II 1968/1969

### Eindstand Willem II in de Nederlandse Eerste divisie 1968 / 1969
| Stand | Gespeeld | Gewonnen | Gelijk | Verloren | Punten | Doelpunten voor | Doelpunten tegen |
| ----- | -------- | -------- | ------ | -------- | ------ | --------------- | ---------------- |
| 14e   | 34       | 13       | 5      | 16       | 31     | 33              | 44               |

### Topscorers
| #                    | Naam            | Goal |
| -------------------- | --------------- | ---- |
| 1.                   | Wim Wisse       | 7    |
| 2.                   | Rini Mettes     | 6    |
| 2.                   | Piet Timmermans | 6    |
| 4.                   | Ger Saris       | 4    |
| 5.                   | Frans Roemgens  | 3    |
| 6.                   | Koos de Gooijer | 2    |
| 6.                   | Don van Riel    | 2    |
| 8.                   | Dom Hakkens     | 1    |
| Onbekende doelpunten |                 |      |
| –                    | Onbekend        | 2    |
| Totaal               | Totaal          | 33   |

| #      | Naam        | Goal |
| ------ | ----------- | ---- |
| 1.     | Rini Mettes | 1    |
| Totaal | Totaal      | 1    |

## Voetnoten
Blauw-Wit ·
FC Den Bosch '67 ·
Cambuur ·
D.F.C. ·
Eindhoven ·
Elinkwijk ·
Haarlem ·
Helmond Sport ·
Heracles ·
HVC ·
RBC ·
RCH ·
SVV ·
Veendam ·
Vitesse ·
De Volewijckers ·
Wageningen ·
Willem II